# Синдром Денди — Уокера
Синдром Денди — Уокера — аномалия развития мозжечка и окружающих его ликворных пространств; генетически обусловленное заболевание.
Данный синдром был впервые описан американским нейрохирургом Уолтером Денди в 1921 году и Эрлом Уокером в 1944 г.

## Эпидемиология
Синдром Денди — Уокера достаточно редкая патология ЦНС, среди живорождённых детей встречается с частотой 1 случай на 25000-35000 человек. Среди детей с врожденной гидроцефалией он диагностируется от 3.5% до 12% случаев. Преимущественно встречается у женщин.

## Классификация
Различают полную и неполную формы синдрома Денди—Уокера. Для полной формы характерна агенезия червя мозжечка и наличие явной коммуникации между IV желудочком и кистой в области большой цистерны. Для неполной формы характерна частичная агенезия нижней части червя мозжечка, коммуникация IV желудочка с кистой большой цистерны прослеживается не на всем протяжении червя.

## Клиническая картина
Синдром Денди—Уокера проявляется расширением четвёртого желудочка с формированием ликворной кисты задней черепной ямки, недоразвитием или отсутствием червя мозжечка в сочетании с гипертензионной гидроцефалией различной степени выраженности. Развитие синдрома Денди—Уокера может быть как постепенным, так и быстрым. В постнатальном периоде наблюдается медленное моторное развитие младенца и прогрессирующее расширение черепа, в более старшем возрасте заболевание проявляется симптомами внутричерепной гипертензии (раздражительность, тошнота, судорожный синдром, нарушение зрения и т. д.), а также мозжечковой симптоматикой (статическая атаксия, нарушение координации движений, нистагм). Помимо этого, отмечаются симптомы поражения черепных нервов, истончение и выступание костей задней черепной ямки.
Синдром Денди—Уокера часто сочетается с недоразвитием мозолистого тела, аномалиями развития сердца, лицевого черепа, пальцев.

## Диагностика
До начала проведения диагностики нужно выяснить было ли подобное заболевание в семье прежде, когда начали появляться самые первые симптомы. После этого необходимо обратиться к лечащему врачу за направлением для сдачи анализов и прохождения процедур.
Для определения синдрома Денди Уокера необходимо пройти следующие процедуры:
- МРТ. Позволяет выявить степень увеличения черепа, наличие кист, увеличение желудочка и степень недоразвитости мозжечка.
- Ультразвуковое исследование. Проводится во время вынашивания плода для того, чтобы определить первые признаки развития заболевания. Кроме того, исследование применяется для определения осложнений на сердце и другие органы в случае запущенной степени синдрома.
- Неврологический осмотр. Процедура помогает выявить наличие непроизвольного движения глазных яблок пациента., увеличение родничковой зоны, увеличение размера черепа и снижение тонуса мышц тела.

Для определения наличия синдрома в некоторых случаях необходима консультация врача-нейрохирурга и медицинского генетика.
Помимо этого, диагностика возможна и в пренатальный период при проведении скрининговой трансвагинальной эхографии на 13-14 неделе беременности.